# El Cortijo, Jalisco
El Cortijo är en ort i Mexiko.   Den ligger i kommunen Tlajomulco de Zúñiga och delstaten Jalisco, i den centrala delen av landet, 500 km väster om huvudstaden Mexico City. El Cortijo ligger 1 591 meter över havet och antalet invånare är 1 082.
Terrängen runt El Cortijo är kuperad åt sydväst, men åt nordost är den platt. Runt El Cortijo är det tätbefolkat, med 266 invånare per kvadratkilometer. Närmaste större samhälle är Hacienda Santa Fe, 6,9 km nordost om El Cortijo. Omgivningarna runt El Cortijo är en mosaik av jordbruksmark och naturlig växtlighet.